# João Carvalho (peleador)
João Carvalho (c. 1988 - 11 de abril de 2016) fue un artista marcial mixto portugués que competía en la división peso wélter. Su muerte ha sido de las más notorias en la historia reciente de MMA, ya que se abrió un debate sobre la seguridad y la preocupación por la salud de los peleadores.

## Carrera de artes marciales mixtas
Debutó como profesional en 2015, a sus 27 años de edad, en la escena regional portuguesa. Tras ser derrotado en su debut ante Arlindo Prates el 27 de abril, consiguió una victoria por TKO sobre Hugo Peixoto en noviembre de ese año.
La tercera pelea de Carvalho sería en la promoción irlandesa Total Extreme Fighting, donde fue programado para enfrentar a Charlie Ward. La pelea se llevó a cabo el 9 de abril de 2016, y Carvalho fue derrotado tras un nocaut técnico en el tercer asalto.

## Fallecimiento
Poco después de su última pelea, Carvalho comenzó a sentirse mal. Fue trasladado al Hospital Beaumont de Dublín, donde se le realizó una cirugía cerebral de emergencia. Falleció en la unidad de cuidados intensivos del hospital el 11 de abril de 2016.
La muerte de Carvalho desató un estallido de debates y críticas. El padre de Ward y la comunidad de MMA compartían la opinión de que la pelea debería haberse detenido mucho antes. Mariusz Domasat, el árbitro de la pelea entre Carvalho y Ward, defendió su decisión: «Si ven la pelea, ven claramente que no había razón para detenerla antes. Detuve la pelea cuando sí la hubo, cuando el luchador ya no estaba dispuesto a pelear, y punto. Cualquiera que tenga algo de conocimiento sobre MMA sabe que la pelea se detuvo en el momento justo. Soy un árbitro experimentado y pertenezco a la Asociación Irlandesa de Pancracio Amateur... y sé lo que hago».
Posteriormente, el ministro de Estado de Turismo y Deporte de Irlanda, Michael Ring, expresó su preocupación por la seguridad de este deporte. Había escrito a 17 promotores de MMA en Irlanda diciéndoles que esperaba que la MMA cumpliera con los mismos estándares de seguridad que se aplican en otros deportes.

## Carrera de artes marciales mixtas
| Resultado | Récord | Oponente       | Método            | Evento                     | Fecha                   | Ronda | Tiempo | Localización | Notas |
| --------- | ------ | -------------- | ----------------- | -------------------------- | ----------------------- | ----- | ------ | ------------ | ----- |
| Derrota   | 1–2    | Charlie Ward   | TKO (golpes)      | Total Extreme Fighting 1   | 9 de abril de 2016      | 3     | N/A    | Dublín       |       |
| Victoria  | 1–1    | Hugo Peixoto   | TKO (golpes)      | International Pro Combat 8 | 16 de noviembre de 2015 | 1     | 4:59   | Lisboa       |       |
| Derrota   | 0–1    | Arlindo Prates | TKO (paro médico) | International Pro Combat 7 | 27 de abril de 2015     | 1     | 5:00   | Lisboa       |       |